# Jeune Styliste
Jeune Styliste est une série de jeux vidéo, principalement pour ordinateur, développée par Carré Multimédia et éditée majoritairement par Ubisoft. Le premier volet de la série est publié en 1998 et plusieurs autres suivent au cours des années 2000.

## Concept du jeu
Le jeu s'adresse aux petites filles (entre 8 et 16 ans, selon les jeux),. Dans chacun des volets, il propose de créer des collections de mode inspirées de quatre ou cinq styles définis, différents dans chaque opus. Le jeu se présente comme un atelier de stylisme, dans lequel la joueuse peut créer des tenues en choisissant les modèles de vêtements, leurs motifs et leurs couleurs, avant de les présenter dans un défilé ou un book.
Plusieurs éléments visent à stimuler la créativité de l'enfant : les conseils d'Anna, la guide dans le jeu, l'ambiance musicale ou encore les lieux de l'atelier dédiés à l'inspiration,.

## Jeux de la série

### Jeune Styliste: Haute couture (1998)
Le premier jeu s'inscrit dans l'univers de la haute couture. Les modèles de vêtements ont été imaginés par Pascale d'Andon, qui travaille pour la styliste Sonia Rykiel. L'atelier virtuel prend place dans une maison ancienne et propose notamment des modèles créés pour le jeu par Jean-Paul Gautier, John Galliano, Christian Lacroix et Paco Rabanne,.

### Jeune Styliste 2: Studio (2004)
Dans ce jeu, les tenues à créer sont plus modernes, dans les styles « Ethno-Nature », « Glamour-Chic », « Festival » et « Urban-Sport ». En plus de créer des vêtements, le jeu propose de choisir le maquillage, la coiffure et les accessoires des mannequins qui les porteront, et de les faire figurer dans un book ou un magazine de mode. Enfin, il est possible de partager ses créations sur le site du jeu.

### Jeune Styliste 3: Star (2005)
Assez proche du précédent, ce jeu  (EAN 2111103063453) propose de créer des tenues destinées aux stars, dans des styles inspirés du cinéma, du sport, de la musique ou de la mode.

### Jeune Styliste 4: World (2006)
Le jeu reprend le principe des volets précédents et propose d'inventer des tenues inspirées de cinq pays et époques : l'Argentine, le Japon, la Transylvanie, le Swinging London et l'époque de Marie-Antoinette.

### Jeune Styliste 5: Nature (2007)
Dans cet opus, édité par Ubisoft  (EAN 5390102509736), le jeu propose des styles inspirés d'environnements naturels (mousson, lagon, savane et jardin). Quelques nouveautés sont introduites, comme le mode Défi ou le fait de pouvoir habiller des hommes.

### Jeune Styliste Fashion Maker (2009)
Le jeu, édité par Smoby  (EAN 3700378000424), est plus basique mais propose parmi ses fonctionnalités de dessiner ses propres motifs.

### Jeune Styliste Paris (2009)
Destiné à la console Nintendo DS, ce volet reprend les mêmes éléments que le jeu pour ordinateur. Au fil de la progression, le joueur débloque de nouveaux niveaux et éléments de jeu.

### Jeune Styliste Style City (2010)
Ce jeu  (EAN 3307219908545) pour ordinateur a pour décor une ville futuriste. L'enfant peut créer ses tenues et les partager sur le site internet du jeu.

## Livres et cahiers d'activités
Dans les années 2010, le jeu est décliné en livres et cahiers d'activités, publiés chez Nathan. La collection est créée par Pascale d'Anton, qui a travaillé sur les jeux Jeune Styliste, et Catherine Pouligny, journaliste mode.